# IC 1356
IC 1356 је елиптична галаксија у сазвјежђу Јарац која се налази на листи објеката дубоког неба у Индекс каталогу.
Деклинација објекта је - 15° 48' 43" а ректасцензија 21h 2m 53,0s. Привидна величина (магнитуда) објекта IC 1356 износи 15,1 а фотографска магнитуда 16,1. IC 1356 је још познат и под ознакама MCG -3-53-22, PGC 65965.